# Луций Тиберий Клавдий Помпеян
Луций Тиберий Клавдий Помпеян (лат. Lucius Tiberius Claudius Pompeianus) — римский государственный деятель первой половине III века.

## Биография
Предположительно, его отцом был консул 209 года Луций Аврелий Коммод Помпеян, а братом — консул 235 года Луций Тиберий Клавдий Аврелий Квинтиан. В 231 году Помпеян занимал должность ординарного консула вместе с Титом Флавием Саллюстием Пелигнианом. Его полное имя — ранее он был известен как Клавдий Помпеян — стало известно после открытия военного диплома.